# Кантор, Джеффри (историк)
Джеффри Кантор (англ. Geoffrey N. Cantor; род. 1943[…]) — британский историк, специалист по взаимосвязи науки и религии. Доктор, эмерит-профессор истории науки Лидсского университета, с которым связана большая часть его карьеры. Старший почетный исследовательский ассоциат UCL. Президент Британского общества истории науки (1992–94).
Начинал как физик, получил докторскую степень по радиофизике в Королевском колледже в Лондоне. Преподавая физику в школе, посещал курсы Ларри Лаудэна по новой тогда дисциплине истории и философии науки. Кафедра HPS в Университете Индианы позволила ему переквалифицироваться в историка; сперва он занялся историей физики, сосредоточившись на оптике. Являлся соруководителем Центра науки и религии в Университете Лидса.
Интерес к вопросам науки и религии впервые проявился в его исследованиях Майкла Фарадея и участия того в сандеманской церкви.
Также его интересовали еврейское отношение к науке и роль евреев в науке, особенно в Британии девятнадцатого века. Будучи на пенсии, живет в Лондоне и занимает почетную должность в Лондонском университетском колледже.

## Публикации
- Optics after Newton. Theories of Light in Britain and Ireland, 1704—1840 (1983)
- Michael Faraday: Scientist and Sandemanian. A Study of Science and Religion in the Nineteenth Century (London: Macmillan, 1991) ISBN 0-333-55077-3 {Рец. Frank A. J. L. James}
- Reconstructing Nature: The Engagement of Science and Religion. The 1995-6 Gifford Lectures at Glasgow (1998)
- Quakers, Jews, and Science: Religious Responses to Modernity and the Sciences in Britain, 1650—1900 (Oxford: Oxford University Press, 2005)
- Religion and the Great Exhibition of 1851 (2011) {Рец.}

Соредактор сборника из десяти эссе Jewish Tradition and the Challenge of Darwinism (Chicago, Chicago University Press: 2006)  и Science and Religion, New Historical Perspectives (2010), "крупного вклада в историографию науки и религии", подборки эссе в честь британского историка Джона Хедли Брука. Также соредактор первого и пятого томов The Correspondence of John Tyndall (2014 & 2018). Публиковался в Nature.